# Nina Gnilitskaya
Nina Timofeevna Gnilitskaya (en ruso: Нина Тимофеевна Гнилицкая;  19 de juliojul./ 1 de agosto de 1916greg.– 10 de diciembre de 1941) fue una soldado y exploradora de reconocimiento en la 465.ª Compañía de Reconocimiento de Fusileros Motorizados Independiente de la 383.ª División de Fusileros del 18.º Ejército en el Frente Sur durante la Segunda Guerra Mundial. Después de luchar a muerte en un tiroteo contra soldados alemanes cuando descubrieron su escondite, se convirtió en la única mujer exploradora de reconocimiento en el Ejército Rojo en recibir el título de Héroe de la Unión Soviética después de que el Sóviet Supremo de la Unión Soviética le concediera el título póstumamente el 31 de marzo de 1943.

## Biografía

### Infancia y juventud
Nina Gnilitskaya nació el 1 de agosto de 1916 en la pequeña localidad rural de Knyaginevka en el Óblast del Voisko del Don en esa época parte del Imperio ruso (actualmente en Óblast de Lugansk en Ucrania). Después de graduarse de una pequeña escuela secundaria en su aldea natal, comenzó a trabajar en una mina a los 16 años como transportista y operadora telefónica.

### Segunda Guerra Mundial
Poco después de que la Alemania nazi lanzara la Operación Barbarroja en 1941, solicitó unirse al Ejército Rojo, pero se le negó y le dijeron que la necesitaban para trabajar en la mina. No mucho después, la ciudad natal de Gnilitskaya, Knyaginevka, fue tomada por las tropas del Eje en noviembre. En una ocasión brindó refugio a un explorador de reconocimiento del Ejército Rojo, proporcionándole ropa de civil antes de escoltarlo al lugar donde estaba estacionada su unidad, robándole tres carros tirados por caballos a los alemanes en el proceso; cuando los soldados alemanes le preguntaron quién era, ella les dijo que era su marido. El 2 de noviembre fue aceptada en el Ejército Rojo como voluntaria como parte de la 465.ª Compañía de Reconocimiento de Fusileros Motorizados Independiente debido a su conocimiento del área bajo ataque, puesto que había crecido en el pueblo estratégicamente importante de Knyaginevka. Además de brindar primeros auxilios a las tropas soviéticas heridas, también participó en varios combates directos con el uso de armas pequeñas y granadas, además de trabajar como exploradora de reconocimiento. En la campaña defensiva del Donbass participó en múltiples misiones de reconocimiento que implicaron infiltrarse detrás de las líneas enemigas.
La noche del 14 de noviembre de 1941 encabezó a un grupo de soldados en una misión de reconocimiento, durante la cual mataron a doce oficiales y soldados alemanes y los exploradores lograron llevarse valiosos documentos militares, armas y un prisionero por orden del mando militar. Por su trabajo de exploración fue nominada para la Orden de la Estrella Roja por el comandante de la 383.ª División de Fusileros, pero el mayor general del 18.ª Ejército redujo la nominación a la inferior Medalla al Valor.

### Muerte

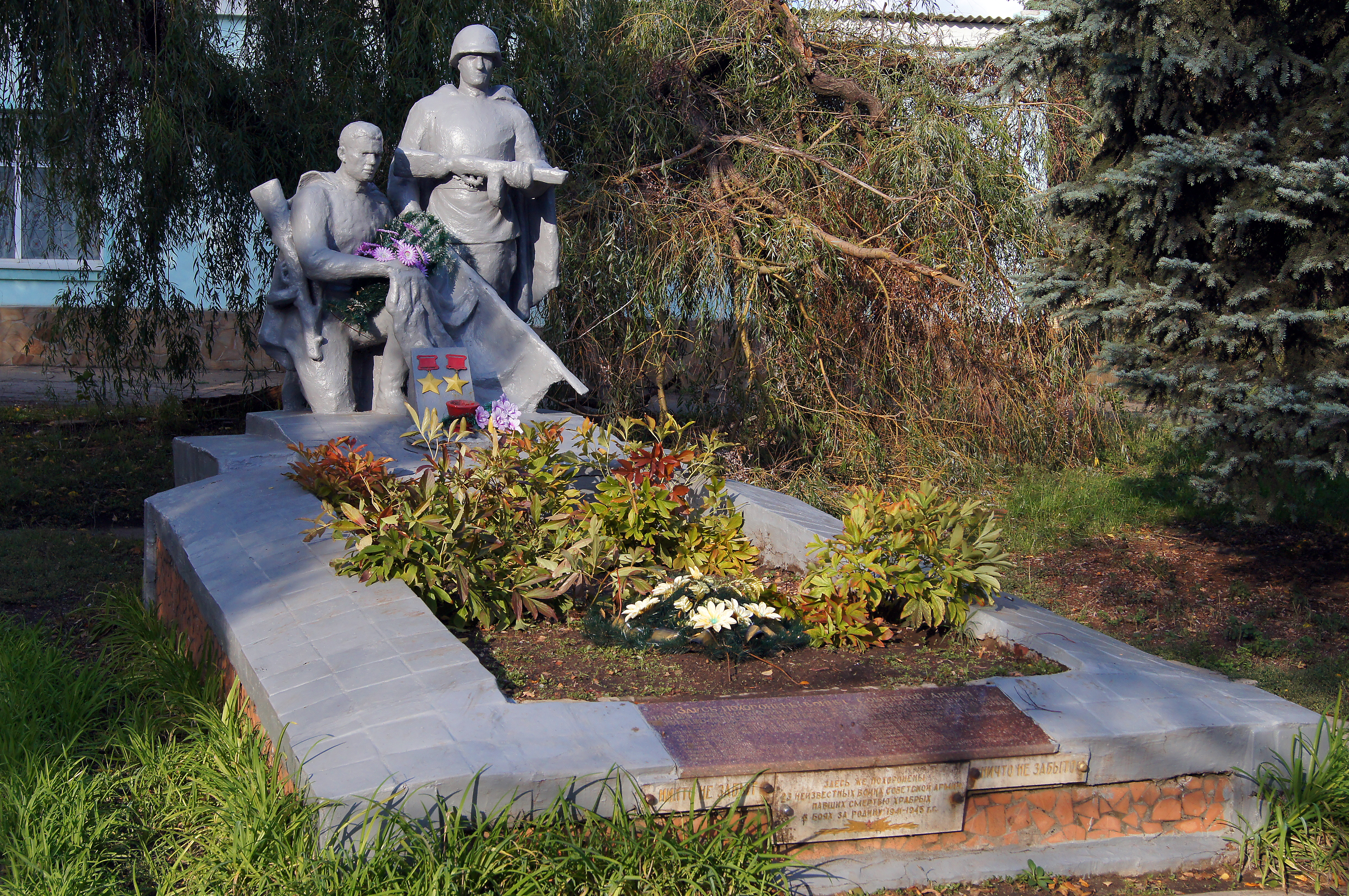
Fosa común de soldados soviéticos, entre los cuales está enterrada Nina Gnilitskaya

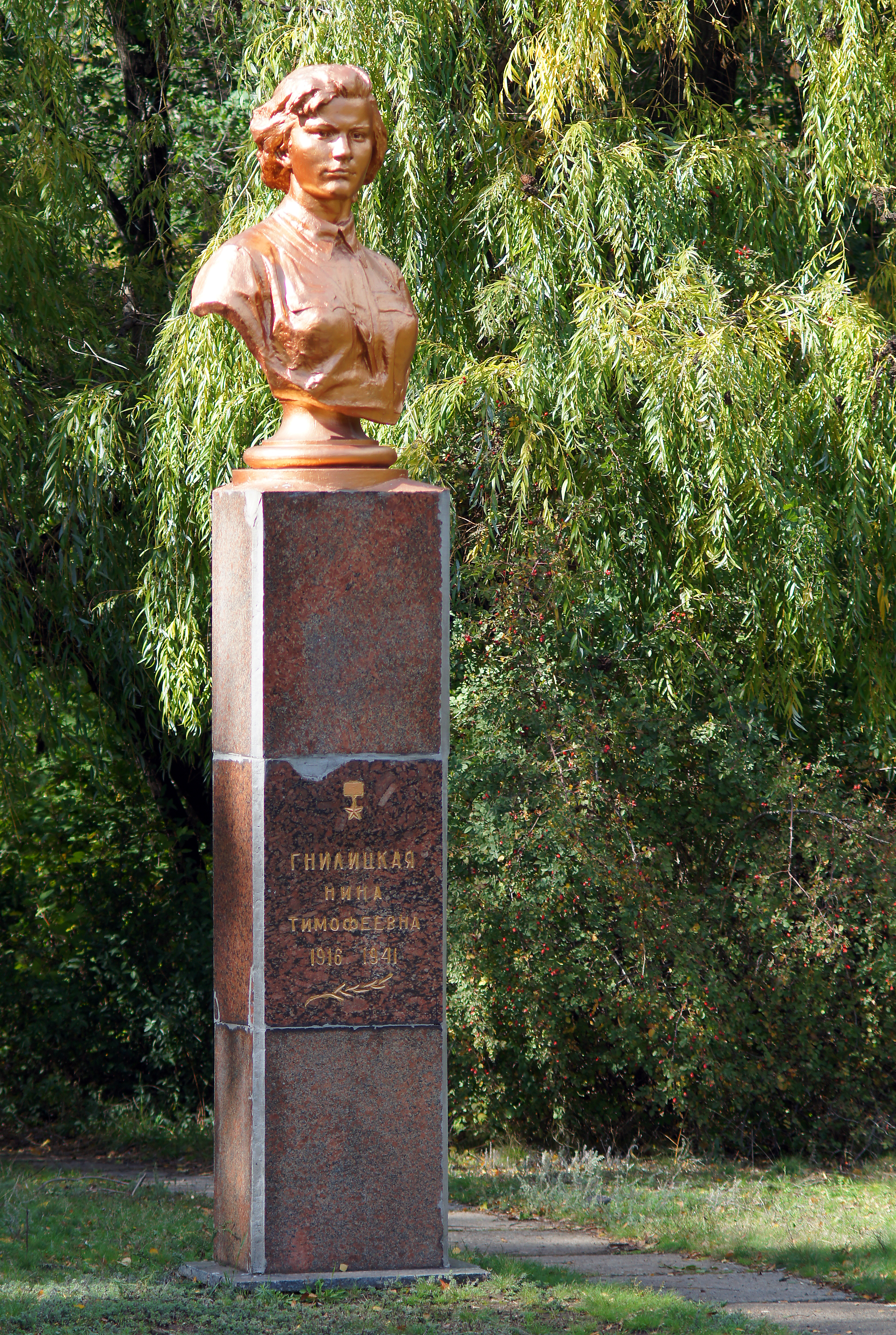
Estatua en honor de Nina Gnilitskaya en la localidad ucraniana de Krasnyi Luch en el callejón de los héroes.

Como parte de una operación más amplia del 18.° Ejército para retomar el control de Knyaginevka y las aldeas circundantes, la 465.ª Compañía de Reconocimiento de Fusileros Motorizados Independiente se desplegó la noche del 9 de diciembre para identificar los puestos de tiro y estimar mejor la ubicación de las tropas alemanas, acompañada por un batallón de fusileros, para su protección. Bajo el mando del comisionado de la compañía de reconocimiento, Spartak Zhelezny, la unidad recibió instrucciones de realizar reconocimientos por fuego como parte de un esfuerzo mayor de la 383.ª División de Fusileros y partes del 18.º Ejército para expulsar a las fuerzas alemanas del área.
Debido a que la unidad de fusileros que acompañaba a la compañía de reconocimiento no proporcionara una cobertura adecuada a los exploradores cuando entraron en las afueras del norte de la aldea, el grupo de dieciséis exploradores se encontró rodeado por tropas alemanas y se refugió en una casa cercana. Los perros alemanes detectaron su escondite aproximadamente a las 01:40h y se produjo un tiroteo. Gnilitskaya luchó hasta la muerte hasta que se quedó sin municiones, pero siguió negándose a rendirse, incluso estando herida de muerte. Algunos relatos insisten en que intentó suicidarse para evitar la tortura en el momento de la captura, pero fracasó, y los soldados alemanes golpearon con bayoneta su cuerpo casi sin vida antes de arrojarla al fuego, mientras que otros dicen que se desconoce la causa exacta de su muerte. De los dieciséis exploradores enviados a la misión, solo uno logró escapar de la casa y fue quien proporcionó el relato de lo sucedido después de que el comisario le ordenara salir e informar de la situación. Los restos mutilados de los quince exploradores muertos en la misión fueron descubiertos el 4 de marzo de 1942 por las tropas soviéticas. Tanto Gnilitskaya como el comisario de la compañía de reconocimiento recibieron póstumamente el título de Héroe de la Unión Soviética el 31 de marzo de 1943.

## Condecoraciones y reconocimientos
- Héroe de la Unión Soviética
- Orden de Lenin
- Medalla al Valor

Se colocó una estatua en su honor en Krasnyi Luch en el callejón de los héroes para conmemorar sus acciones en la guerra, además varias calles de las ciudades ucranianas de Donetsk y Krasny Luch fueron renombradas en su honor. La casa donde los quince exploradores lucharon hasta la muerte contiene una placa conmemorativa a los soldados muertos en el combate.

### Listas relacionadas
- Lista de heroínas de la Unión Soviética